# نگاری (شکم)

پویانمایی حرکت‌های نگاری و سیرابی. ۱. نگاری ۲. دهلیز شکمبه ۳. کیسه پشتی شکمبه ۴. کیسه شکمچه‌ای شکمبه ۵. کیسک پشتی ۶. کیسک شکمچه‌ای.

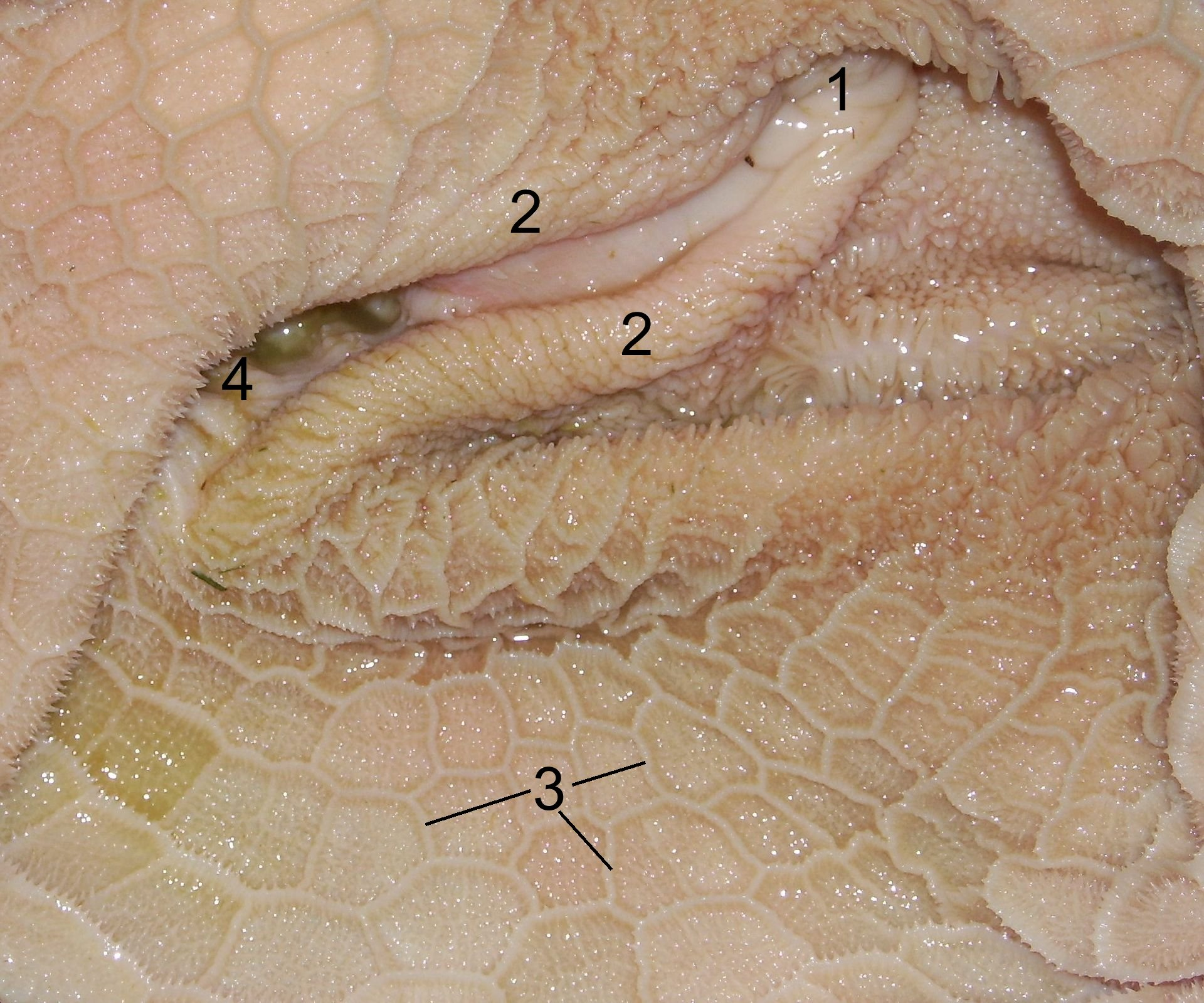
نگاری گوسفند: ۱ دهانه مری، ۲ لب‌های نگاری، ۳ تیغک‌ها، ۴ روزنه نگاری‌هزارلا.

معده دوم نشخوارکنندگان را نِگاری (انگلیسی: Reticulum) می‌گویند. لایه داخل نگاری دارای نقش و نگاری با تکه‌های لوزی و چهارگوش شبیه لانهٔ زنبور است. نام دیگر نگاری، چهل‌خانه است.
نگاری در جلو سیرابی (شکمبه) طوری قرار گرفته‌است که به‌خوبی از یکدیگر مجزا نیستند، توده‌های غذایی به‌راحتی از یکی وارد دیگری می‌شوند. حجم نگاری در گاو بالغ در حدود ۱۲ لیتر است. محتویات نگاری مایع است و هیچ نوع مادهٔ ترشحی از دیواره ندارد، عمل نگاری به عبور لقمه‌های غذایی از مری کمک می‌کند.

## کالبدشناسی

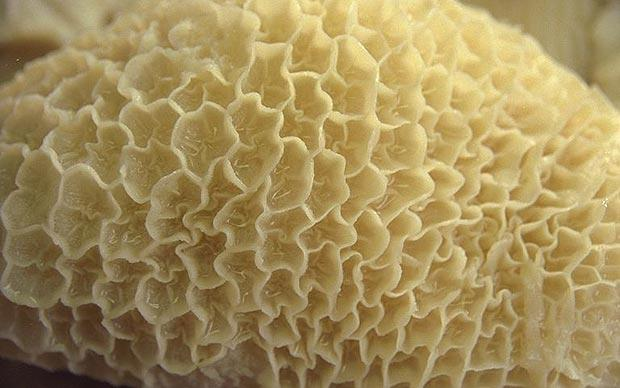
این تصویر نمایی از "نگاری" یا Reticulum یا Honeycomb tripe گاو است. این بخش دارای ساختاری مشبک است و در فرآیند هضم غذا نقش مهمی ایفا می‌کند.به جذب و پردازش بهتر مواد غذایی کمک می‌کند.

نگاری قدامی‌ترین بخش معده است و در ارتباط نزدیک با شکمبه. دهانه مری بین بخش‌های شکمبه و نگاری مشترک می‌باشد. دیواره داخلی نگاری از غشای مخاطی تشکیل شده‌است که سطح این غشا به بخش‌های فراوانی تقسیم شده‌است که منظره ای شبیه به‌شان عسل ایجاد می‌کنند. بخش‌های این سطح به نحوی است که مواد فلزی (میخ، سیم و غیره) داخل آن به تله می‌افتند و معمولاً به قسمت‌های دیگر دستگاه گوارش نمی‌رسد. وظیفه نگاری حرکت دادن غذای بلعیده شده بسوی شکمبه و کمک که عمل بالا آوردن غذا به دهان یا بطرف هزارلا می‌باشد.
نگاری در قسمت قدامی شکمبه و در مجاورت دیافراگم کمی متمایل به چپ قرار دارد. ۵۰٪ حجم کل معده را اشغال کرده‌است. از نظر توپوگرافی زیر دنده ۶ تا ۸ در سمت چپ قرار دارد. نگاری واجد مخاطات لانه‌زنبوری یا شش‌وجهی است و به همین خاطر، وضعیت مخاطات باعث می‌شود که اجسام نوک تیز و سنگی در آن گیر کند که ایجاد یک رشته عوارض و بیماری می‌کند. نگاری توسط سوراخ نگاری‌شکمبه‌ای به شکمبه متصل می‌شود و از طریق سوراخ نگاری‌هزارلایی به هزارلا متصل می‌شود.

## کارکرد
در نشخوارکنندگان شیرخوار شکمبه و نگاری که نخستین بخش‌های معده چهار قسمتی هستند، تمایز و توسعه نیافته‌اند و شیر از طریق شیار مری که یک چین خوردگی لوله مانند از محل اتصال معده به مری تا هزارلا می‌باشد، مستقیماً به بخش سوم (هزارلا) و سپس بخش چهارم (شیردان) منتقل می‌گردد. پس از آغاز تغذیه توسط مواد جامد، شکمبه و نگاری به سرعت توسعه می‌آیند و در گاو بالغ حدود ۸۵٪ از ظرفیت معده را، شکمبه و نگاری تشکیل می‌دهند.
محتویات شکمبه و نگاری با انقباض‌های منظم (حدود یک انقباض در دقیقه) مخلوط می‌شوند و به‌طور کلی بخش خشکتر مواد غذایی در بالای بخش مایع و مواد محلول قرار می‌گیرند. پس از مصرف غذا، گاو یا گوسفند، طی فرایند نشخوار مجدداً غذا را از انتهای قدامی شکمبه به داخل مری و دهان انتقال می‌دهند و بلافاصله مایعات منتقل شده به شکمبه برمی‌گردند اما مواد خشبی به مدت حدود یک دقیقه در گاو جویده شده و دوباره بلعیده می‌شوند. هراندازه میزان مواد خشبی موجود در غذا بیشتر باشد زمان نشخوار کردن افزایش می‌یابد و یک گاو روزانه حدود ۸ تا ۱۰ ساعت به نشخوار می‌پردازد.
غذا می‌تواند مدت چند ساعت تا چند روز در شکمبه و نگاری باقی بماند. طی این زمان باکتریهای بی‌هوازی، پروتوزوا و قارچ‌ها امکان فعالیت بر روی خوراک را پیدا می‌نمایند.